# Katrina Daschner
Katrina Daschner (* 1973 in Hamburg) ist eine deutsche Künstlerin und Filmemacherin. Sie lebt und arbeitet in Wien, Österreich.

## Leben und Wirken
Daschner studierte von 1995 bis 2000 Bildhauerei und Transmediale Kunst bei Brigitte Kowanz an der Universität für Angewandte Kunst in Wien. In ihren Arbeiten beschäftigt sie sich vorwiegend mit dem Transfer von Performance- und Bühnensprachen in Ausstellungs- und Filmkontexten sowie mit genderspezifischen Machtstrukturen und der Darstellung von queerer Sexualität.
Ihre Projekte werden auf internationalen Ausstellungen und Filmfestivals gezeigt, wie zuletzt bei den Internationalen Kurzfilmtagen in Oberhausen (2020), bei „Antimatters“ (Canada, 2020), der Diagonale – Festival of Austrian Film (2020), bei Georg Kargl Fine Arts (2020), im MUMOK Kino (2013) und im Blickle Kino 21er Haus – Museum für zeitgenössische Kunst Wien (2013). Ihre letzten Einzelausstellungen fanden im „Neuen Kunstverein Wien“ (2020), der Neuen Galerie Graz (2018) und im Tiroler Kunstpavillon (2015) oder im „Centre d’art passerelle, Brest“ (2010) statt.
2001/2002 gründete sie mit Johanna Kirsch und Stefanie Seibold den „Salon Lady Chutney“, einen Performance Space in Wien. Sie war Teil der Band „SV DAMENKRAFT“ (gemeinsam mit Sabine Marte, Gin Müller und Christina Nemec). Von 2009 bis 2014 hostete sie den legendären queeren „CLUB BURLESQUE BRUTAL“, bei dem sie moderierte und neben anderen Künstlerinnen wie Denice Bourbon, Dr. Sourial, Denise Kottlett, Madame Cameltoe, Don Chanel und Cunt auch als „Frau Professor la Rose“ auftrat.
Weiterhin lehrte Daschner von 2005 bis 2010 an der Akademie der Bildenden Künste Wien und war von 2017 bis 2019 als Theoriekuratorin am Tanzquartier Wien tätig.

## Ausgewählte Einzelausstellungen/Screenings (Personalen)
- 1998: Mutter mit Marmelade, Galerie 5020/Studio, Salzburg
- 1999: Ojos bien cerrados, La Panaderia, México D.F.
- 2001: Dreaming Still, Salon Lady Cutney, Wien
- 2002: Vincent, Galerie Fotohof, Salzburg
- 2002: >photocopied mrs. d<, Auto, Wien
- 2003: No fear is seen, unless upon the green, buro empty, Amsterdam
- 2004: Murderess, Galerie Kunstbuero, Wien
- 2004: Killing the systems softly, video-and book presentation, galerie kunstbuero, Wien
- 2005: Dolores, factory Kunsthalle Krems, Krems
- 2006: Nature, nature I´m your bride; take me as I am, Galerie Kunstbuero, Wien
- 2007: TäterIn, Fotogalerie Wien, Wien
- 2007: Fear eat soul up, thrust projects, New York City
- 2008: Hafenperlen, k/haus passage, Wien
- 2010: Against the act – 3 essays about violence, Centre d’art passerelle, Brest
- 2010: Daschner – ein Dialog, Jesuitenforum, Wien[1]
- 2011: Bertlmann / Daschner (together with Renate Bertlmann), Kunstbunker, Nürnberg
- 2012: Portraiture Series #1: Daschner, Blickle Kino 21er Haus-The Museum of Contemporary Art, Wien
- 2013: Katrina Daschner – „Was guckst du, bin ich Kino?“, MUMOK Kino, Wien
- 2015: Daschner, Kunst im Schaufenster, Wien
- 2015: Daschner, Tiroler Kunstpavillon, Innsbruck
- 2016: Hiding in the Lights – Films by Katrina Daschner, brut Theater, Wien
- 2018: Daschner, Studio/Neue Galerie, Graz[2]
- 2020: Schüttblenden, Neuer Kunstverein Wien, Wien[3]
- 2022: BURN & GLOOM! GLOW & MOON! Thousand Years of Troubled Genders, Kunsthalle Wien, Wien
- 2023: Hiding In The Lights, Museum of Contemporary Art, Zagreb
- 2024: The Borrowed Eyes of a Needle, Georg Kargl Fine Arts, Wien
- 2025: Vagina Dentata, Lombardi—Kargl (ehemals Georg Kargl Fine Arts), Vienna

## Teilnahme an Filmfestivals (Auswahl)
- Eine achtteilige „Traumnovelle“ von Katrina Daschner, Kurzfilmtage Oberhausen, Oberhausen, 2020[4]
- Personale at frameout – digital summer screening at MuseumsQuartier Wien, 2015 (curated by Wilbirg Brainin-Donnenberg)
- Personale Mix Tape, Era New Horizons Festival Wroclaw/Polen, 2014 (curated by Ewa Szablowska)
- Personale im MUMOK Kino Vienna, 2013 (curated by Matthias Michalka)
- Personale im Blickle Kino 21er Haus Museum für zeitgenössische Kunst Vienna, 2013 (curated by Bettina Steinbrügge)
- Festivaltrailer for Diagonale – Festival of Austrian Film (2018)[5]
- Festivaltrailer for 63rd Kurzfilmtage Oberhausen (2017)

## Videos/Filme
- Man könnte, 1997
- Gefüllte Gans, 1998
- Lippenstift in U-Bahn, 1998
- Schießhalle, 1998
- Sarajevo oder Wo ist die Zukunft, 1998
- Mutter mit Marmelade, 1998
- Lady Chutney does Mexico, 1999
- Chutney Mary, 2000
- You better dance for your rights, habibi!, 2000
- Me and me in Alsergrund – Das sexuelle ist das Reich des politischen, es gibt keine Verbindlichkeiten, 2002
- Judith, 2003
- Lucy in the sky with epilepsia, 2003
- Trust in me, 2003
- And your desire?...well..., 2004
- Dolores, 2005
- Naima und Naima, 2006
- Nacht, 2007
- Hafenperlen, 2008
- Aria de Mustang, 2009
- Flaming Flamingos, 2011
- Nouvelle Burlesque Brutal, 2011
- Parole Rosette, 2012
- Hiding in the lights, 2013
- Powder Placenta, 2015
- Perlenmeere, 2016
- Pferdebusen, 2017
- Pfauenloch, 2018
- Pomp, 2020
- Hiding in the Lights (long version 72 min.), 2020
- Golden Shadow (18:00 min.), 2022[6]

## Auszeichnungen und Stipendien
- 2000: Staatsstipendium für Bildende Kunst vom BMKÖS
- 2010: Msgr. Otto Mauer Preis für bildende Kunst[7]
- 2016: Hauptpreis für „Wanda und Nikita“ vom Drehbuchforum Wien und dem Österreichischen Filminstitut[8]
- 2018: Diagonale Preis für innovativen Film für den Kurzfilm „Pferdebusen“[9]
- 2018: Outstanding Artist Award (Für experimentellen Film), BMKÖS[10]

## Sammlungen
- mumok - Museum moderner Kunst Stiftung Ludwig Wien
- MAK - Museum für angewandte Kunst, Wien
- Belvedere, Wien